# Poliembrionija
Poliembrionija ali poliembrija je fenomen, ki se zgodi, kadar se iz enega oplojenega jajčeca razvijeta dva ali več zarodkov (embrijev). Ker vsi embriji izvirajo iz istega jajčeca, si delijo tudi dednino (so medsebojno identični), četudi njihov genetski material ni enak tistemu od staršev. Prav genetska različnost staršev in potomcev je tisti dejavnik, ki poliembrionijo ločuje od procesa brstitve in običajnega načina spolnega razmnoževanja. Poliembrionija se pojavlja tudi pri ljudeh, in sicer v obliki identičnih dvojčkov, četudi je pojavnost samega procesa naključna in ima nizko frekvenco. Redno odvijanje poliembrionije je značilno za mnoge druge vretenčarje, pa tudi številne nevretenčarje in rastline.

## Vretenčarji
Med najbolje preučevane vretenčarje, pri katerih je relativno pogost pojav poliembrionije, spadajo pasavci. Za kar šest vrst pasavcev iz rodu Dasypus je značilna stalna pojavnost poliembrionije. Dober primer tega rodu je deveteroprogasti pasavec (Dasypus novemcinctus), čigar leglo ima vselej štiri identične mladiče. Predvideva se, da obstajata dva glavna dejavnika, ki vzpodbujata evolucijo poliembrionije: mati ne pozna okoljskih dejavnikov, v katere se bodo izlegli njeni potomci, ali ima določene razmnoževalne omejitve (npr. majhna količina samčeve sperme, nizko število jajčec ali zarodkov...).
Nepoznavanje okoljskih dejavnikov je značilno za nekatere zajedavske vrste, kjer se potomci razvijajo v telesu gostitelja in niso v stiku z materjo. V takšnih primerih je zarodek tisti, ki nezavedno oceni stanje notranjega okolja gostitelja in se na podlagi tega razdeli na najbolj ustrezno število osebkov glede na razpoložljive vire. Po drugi strani naj bi deveteroprogasti pasavec poliembrionijo razvil zaradi določenih omejitev pri razmnoževanju. S pomočjo poliembrionije imajo pasavci večji razmnoževalni uspeh, saj je njihovih potomcev več.

## Nevretenčarji
Tudi med nevretenčarji je poznanih nekaj primerov vrst, ki se poslužujejo poliembrionije. Takšni so denimo številni parazitoidni kožekrilci (Hymenoptera) iz družine Encyrtidae. Zarodek se v zgodnji fazi razvije v vsaj dve razvojni obliki (kar imenujemo polimorfizem); takšno, ki bo odrasla v normalen osebek, in takšno, ki bo prevzela vlogo vojščaka (podobno kot pri nekaterih evsocialnih žuželkah). Tovrstni vojščaki, ki imajo dobro razvit obustni aparat in visoko raven gibljivosti, nadzorujejo svojega gostitelja in v primeru vdora drugega parazitoida ubijejo njegove ličinke, medtem ko svojim sorojencem ne škodijo. Spolne zrelosti ne dosežejo, saj je njihova glavna vloga obramba sorojencev, ki so jim genetsko enaki.
Med poliembrionične kožekrilce spadajo tudi nekateri pripadniki družine Braconidae (npr. rod Macrocentrus), Platygasteridae (npr. rod Platygaster) in Dryinidae. Obvezno (obligatno) poliembrionične žuželke so poleg izbranih kožekrilcev tudi številni pahljačekrilci (Strepsiptera). Te žuželke so sposobne iz zgolj enega jajčeca s pomočjo poliembrionije tvoriti tudi več kot tisoč potomcev.
Poliembrionija se pojavlja tudi pri mahovnjakih (Bryozoa).

## Rastline
Izraz poliembrionija se uporablja tudi v botaniki, kjer označuje razvoj več kalic (sejank) iz enega embrija. Za kar 20 rodov golosemenk je značilna poliembrionija, pri kateri se zigota predeli na več identičnih embrijev. Kljub temu se pri nekaj rastlinskih taksonih iz več zarodkov, nastalih kot posledica poliembrionije, razvije le ena sama odrasla rastlina. Takšen pojav je bil zabeležen pri rdečemu boru (Pinus sylvestris), katerega poliembrionični zarodki doživijo programirano celično smrt, preživi pa le en sam embrio. Na samem začetku, takoj po predelitvi zigote na več embrijev, imajo vsi enako možnost za svoj razvoj. Sčasoma en zarodek s pomočjo tekmovanja postane dominanten in tako pridobi položaj dormantnega semena, medtem ko druge embrije doleti programirana celična smrt.
Tudi za rod Citrus so značilne mnoge vrste, ki izvajajo poliembrionijo, pri kateri so poleg embrijev, ki izvirajo iz nucela (nucelarna embrionija), prisotni tudi zarodki, nastali kot posledica oplojene jajčne celice. Poliembrionijo citrusov je že leta 1719 opisal Antonie van Leeuwenhoek